# Impressora de margarida
Una  impressora de margarida  és un tipus d'impressora que produeix text d'alta qualitat, de vegades coneguda com a impressora de qualitat de carta (letter-quality printer) - en contrast amb les impressores matricials d'alta qualitat, que imprimeixen amb "gairebé qualitat de carta" (near letter quality , NLQ). Hi havia també, i encara existeixen, màquines d'escriure basades en el mateix principi.

## Mecanisme d'impressió
El sistema utilitzava una petita roda amb cada lletra impresa a sobrerelleu, en metall o plàstic. La impressora gira la roda per alinear la lletra adequada sota un martell que la colpeja contra el paper, prement una cinta impregnada en tinta d'impressió. En molts aspectes, aquestes impressores són similars a la màquina d'escriure corrent, en la forma en què imprimeixen, encara que els detalls del mecanisme difereixen.

## Popularitat
Les impressores de margarida eren bastant comuns en els anys 80, però sempre van ser menys populars que les impressores matricials, a causa de la capacitat de les últimes per produir gràfics i diferents tipus de lletra. Amb la introducció de les impressores làser d'alta qualitat, i les impressores de raig de tinta a finals d'aquesta dècada, aquests sistemes van desaparèixer ràpidament de tots els mercats, excepte el de les màquines d'escriure.